# لیوانی
لیوانی (به لتونیایی: Līvāni) شهرکی در لتونی با جمعیت ۱۰٬۸۰۰ نفر است که در preiļi district واقع شده‌است.